# André Laffin
Pour les articles homonymes, voir Laffin.
André Laffin, né le 21 octobre 1922 à Sallanches et mort le 24 février 1966 à Paris 14e, est un chirurgien-dentiste et homme politique français.

## Biographie
André Laffin naît dans une famille aisée de Sallanches. Il suit des études de médecine et devient dentiste. Il sert dans l'armée en Indochine comme dentiste. 
En 1960, il cofonde le Front national pour l'Algérie française avec Jean-Marie Le Pen, Georges Sauge, Jean Dides, Jean-Robert Thomazo et Paul Troisgros. Il devient député à l'Assemblée nationale en 1960, en remplacement de René Walter.
Divorcé de son épouse, il est le père de la comédienne Dominique Laffin et le grand-père maternel de la femme politique de gauche Clémentine Autain.
Il meurt en 1966.

## Détail des fonctions et des mandats
Mandat parlementaire
- 7 janvier 1960 – 9 octobre 1962 : Député de l'Yonne